# Nonpartisan League
Die Nonpartisan League (NPL) war eine politische Partei in den Vereinigten Staaten. Sie wurde 1915 von A. C. Townley gegründet und vertrat eine sozialistische Programmatik. Die Organisation entstammte dem Bundesstaat North Dakota, war aber als nationale Partei organisiert. Auf Provinz-Ebene trat sie auch zu Wahlen in Kanada an.

## Geschichte
Die Partei wurde 1915 von Farmern vorwiegend als Reaktion auf und zum Schutz vor den Interessen großer Minen- und Eisenbahngesellschaften gegründet, die in North Dakota operierten. Die Partei gewann bereits 1916 die Kontrolle über das Parlament des Bundesstaates und stellte mit Lynn Frazier auch den Gouverneur. Bundesstaatliche Behörden reagierten mit Repression auf den Aufstieg der NPL.
Mit Einsetzen der Wirtschaftskrise nach dem Ersten Weltkrieg verlor die Partei ihre Mehrheit im Parlament. Der spätere Gouverneur und Senator von North Dakota, William Langer, verließ die Partei im Streit mit deren Führung. Frazier wurde 1921 als erster Gouverneur in der US-Geschichte überhaupt im Rahmen eines Recall-Verfahrens abgewählt.
Die Partei – bei ihrer Gründung den Republikanern nahestehend – verschmolz im Jahre 1956 mit der Demokratischen Partei von North Dakota. Diese firmiert noch heute unter dem Namen North Dakota Democratic-Nonpartisan League Party.